# 长官庙乡
长官庙乡是中国陕西省延安市吴起县下辖的一个乡。

## 行政区划
长官庙乡下辖以下行政区：
长官庙村、齐桥村、阳湾村、高湾村、李沟村、黄岔村、山羊嘴村、梁岔村、清梁寺村、白沟村、阳台村、南沟村